# Friedrich Wilhelm Schnuse
Friedrich Wilhelm Schnuse (* 5. Juni 1812 in Hohegeiß; † 21. Juni 1875 in Gandersheim) war ein braunschweigischer Staatsanwalt und Politiker.

## Leben
Friedrich Wilhelm Schnuse besuchte das Gymnasium in Blankenburg sowie das Collegium Carolinum in Braunschweig und studierte Rechtswissenschaft in Göttingen. Von 1851 war er bis zu seiner Pensionierung 1869 Staatsanwalt in Gandersheim.
Von 1857 bis 1869 war Schnuse Mitglied des Braunschweigischen Landtags. Außerdem war er von 1867 bis 1869 für den Wahlkreis Braunschweig 3 (Holzminden, Gandersheim) und die Nationalliberale Partei Mitglied des Reichstags des Norddeutschen Bundes. In dieser Eigenschaft gehörte er seit 1868 auch für den Reichstagswahlkreis Herzogtum Braunschweig 3 dem Zollparlament an. Am 9. November 1869 legte Schnuse sein Reichstagsmandat nieder.